# درس (فیلم ۲۰۱۴)
درس (بلغاری: Урок) فیلمی در ژانر درام است که در سال ۲۰۱۴ منتشر شد.